# Tabaí
Tabaí is een gemeente in de Braziliaanse deelstaat Rio Grande do Sul. De gemeente telt 4.338 inwoners (schatting 2009).

## Aangrenzende gemeenten
De gemeente grenst aan Paverama, Taquari en Triunfo.